# Guraleus
Guraleus là một chi ốc biển, là động vật thân mềm chân bụng sống ở biển trong họ Conidae, họ ốc cối.

## Các loài
Theo Cơ sở dữ liệu sinh vật biển (WoRMS) các loài sau với danh pháp hợp lệ được xếp vào chi Guraleus:
- Guraleus alucinans (Sowerby III, 1896)
- Guraleus anisus (Cotton, 1947)
- Guraleus asper Laseron, 1954
- Guraleus australis (Adams & Angas, 1864)
- Guraleus bordaensis Cotton, 1947
- Guraleus brazieri (Angas, 1871)
- Guraleus colmani Shuto, 1983
- Guraleus cuspis (Sowerby III, 1896)
- Guraleus delicatula (Tenison-Woods, 1879)
- Guraleus deshayesii (Dunker, 1860)
- Guraleus diacritus Cotton, 1947
- Guraleus fallaciosa (Sowerby III, 1896): mentioned in OBIS as Guraleus (Guraleus) fallaciosus (Sowerby, 1897) [3]
- Guraleus fascinus Hedley, 1922
- Guraleus flaccida (Pritchard & Gatliff, 1899): mentioned in OBIS as Guraleus (Guraleus) flaccidus (Pritchard & Gatliff, 1899) [4]
- Guraleus flavescens (Angas, 1877)
- Guraleus florus Cotton, 1947
- Guraleus fossa Laseron, 1954
- Guraleus halmaherica (Schepman, 1913): mentioned in OBIS as Guraleus halmahericus (Schepman, 1913) [5]
- Guraleus himerodes (Melvill & Standen, 1896)
- Guraleus incrusta (Tenison-Woods, 1877)
- Guraleus jacksonensis (Angas, 1877)
- Guraleus kamakurana (Pilsbry, 1904)
- Guraleus lallemantiana (Crosse & Fischer, 1865): mentioned in OBIS as Guraleus (Guraleus) lallemantianus (Crosse & Fischer, 1865) [6]
- Guraleus mitralis (Adams & Angas, 1864)
- Guraleus nanus Laseron, 1954
- Guraleus ornata (Sowerby III, 1896)
- Guraleus picta (Adams & Angas, 1864): mentioned in OBIS as Guraleus (Guraleus) pictus (Adams & Angas, 1864) [7]
- Guraleus savuensis (Schepman, 1913)
- Guraleus tasmanica (Tenison-Woods, 1876): mentioned in OBIS as Guraleus (Euguraleus) tasmanicus (Tenison-Woods, 1876) [8]
- Guraleus tasmantis Laseron, 1954
- Guraleus thornleyanus (Laseron, 1954)
- Guraleus verhoeffeni (Martens, 1904)
- Guraleus wilesianus Hedley, 1922

The Indo-Pacific Molluscan Database also gồm cós the following species with names in current use 
- Guraleus semicarinata (Pilsbry, 1904)
- Guraleus tabatensis (Tokunaga, 1906)
- Guraleus tokunagae (Finlay, 1926)

Subgenus Guraleus Hedley, 1918
- Guraleus inornatus (Sowerby, 1897)
- Guraleus insculptus (Adams & Angas, 1864)
- Guraleus nitidus Hedley, 1922
- Guraleus schoutenensis tháng 5 năm 1901

Subgenus Euguraleus Cotton, 1947
Subgenus Mitraguraleus Laseron, 1954

## Hình ảnh

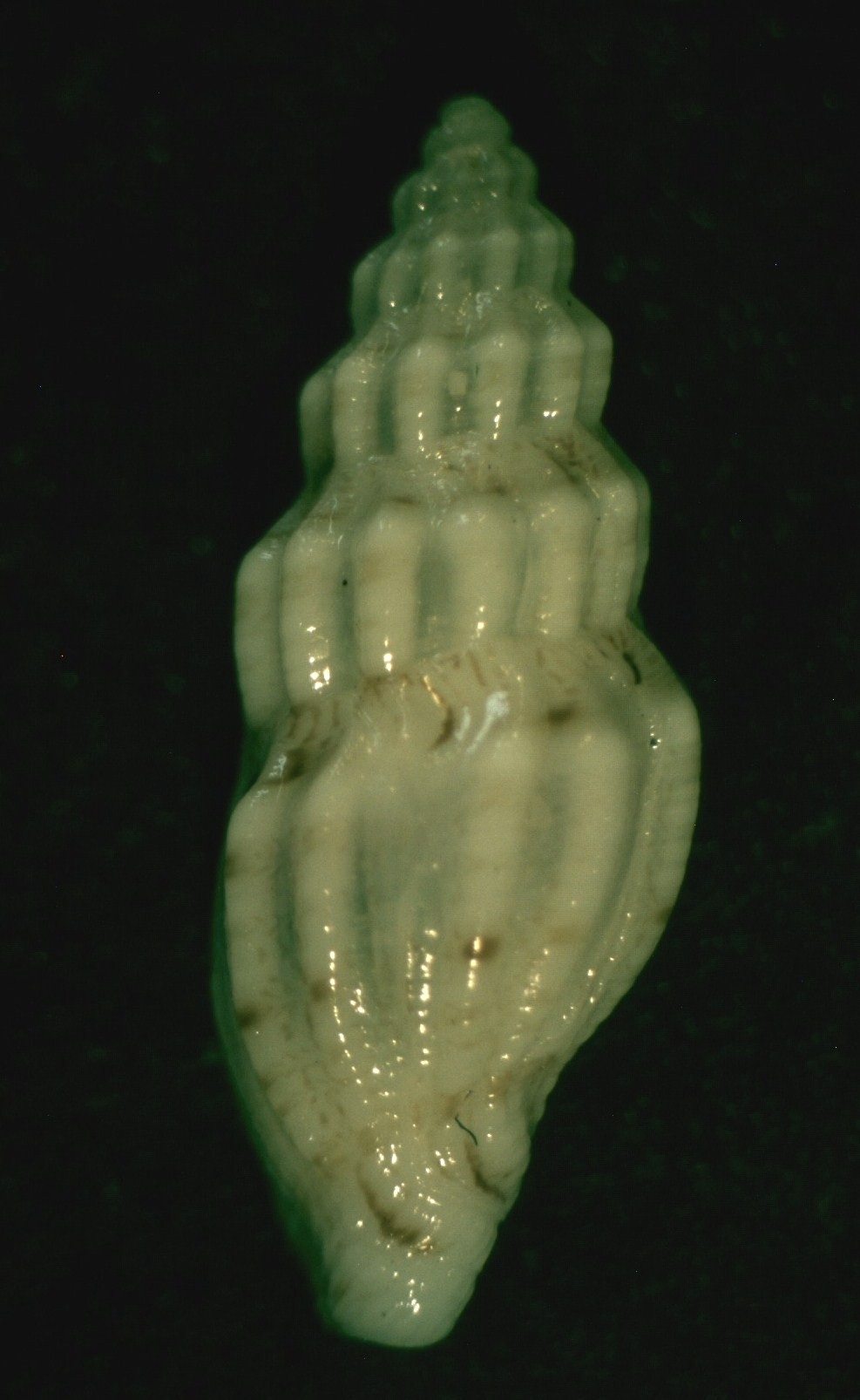
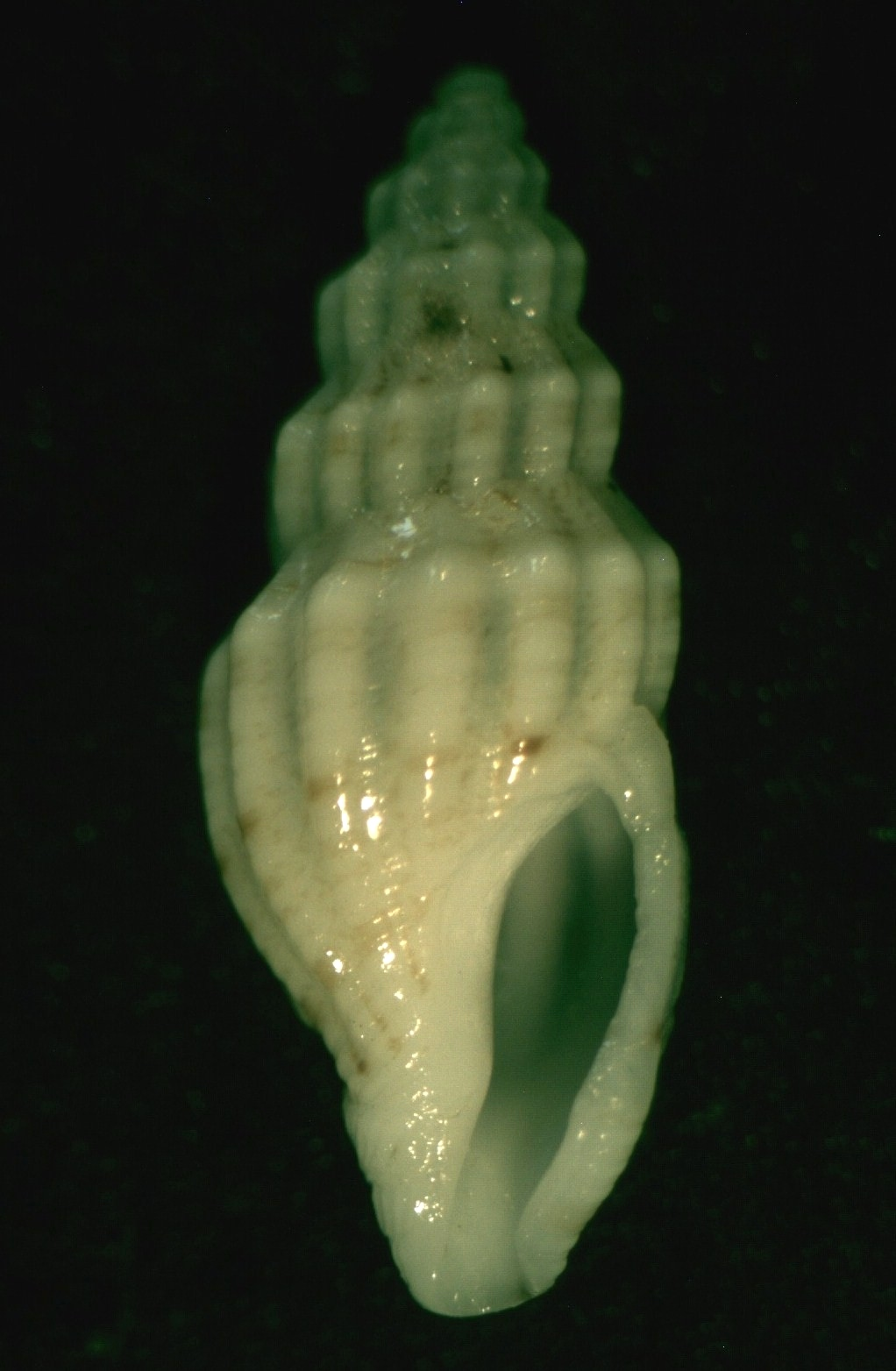
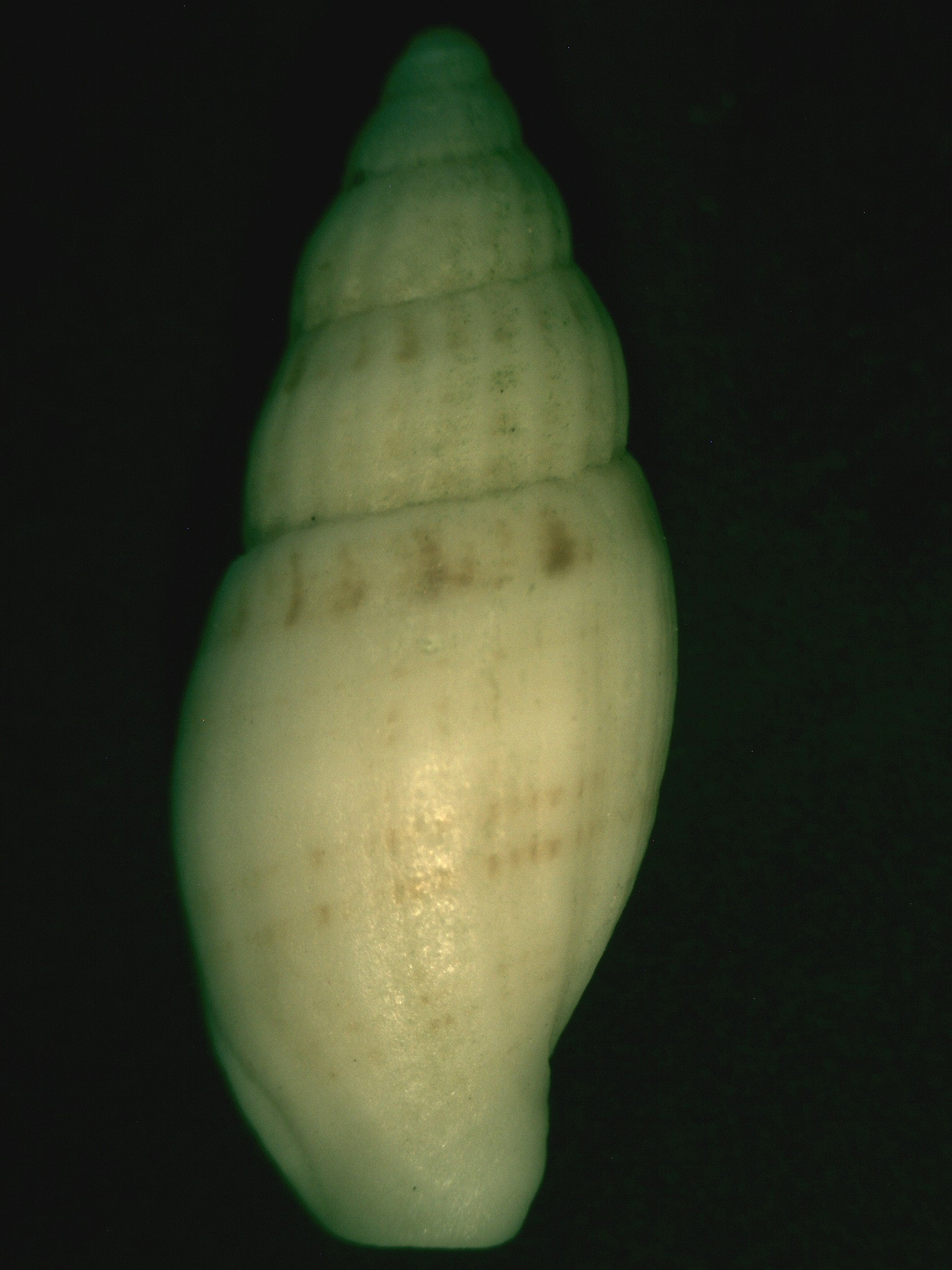
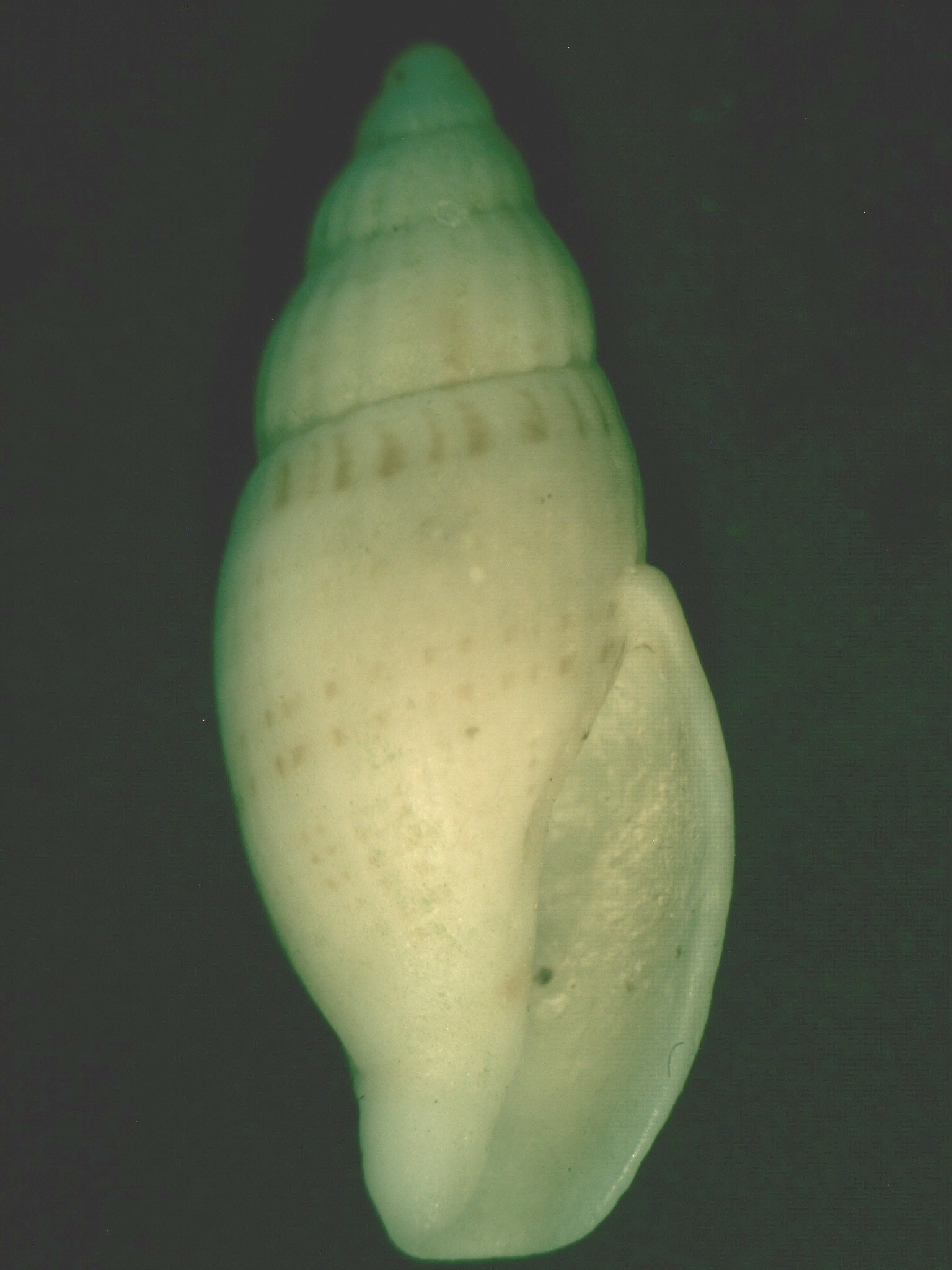